# Lesnaïa (métro de Saint-Pétersbourg)
Lesnaïa (en russe : Лесна́я) est une station de la ligne 1 du Métro de Saint-Pétersbourg. Elle est située dans le raïon de Vyborg, à Saint-Pétersbourg en Russie.
Mise en service en 1975, elle est desservie par les rames de la ligne 1 du métro de Saint-Pétersbourg.

## Situation sur le réseau

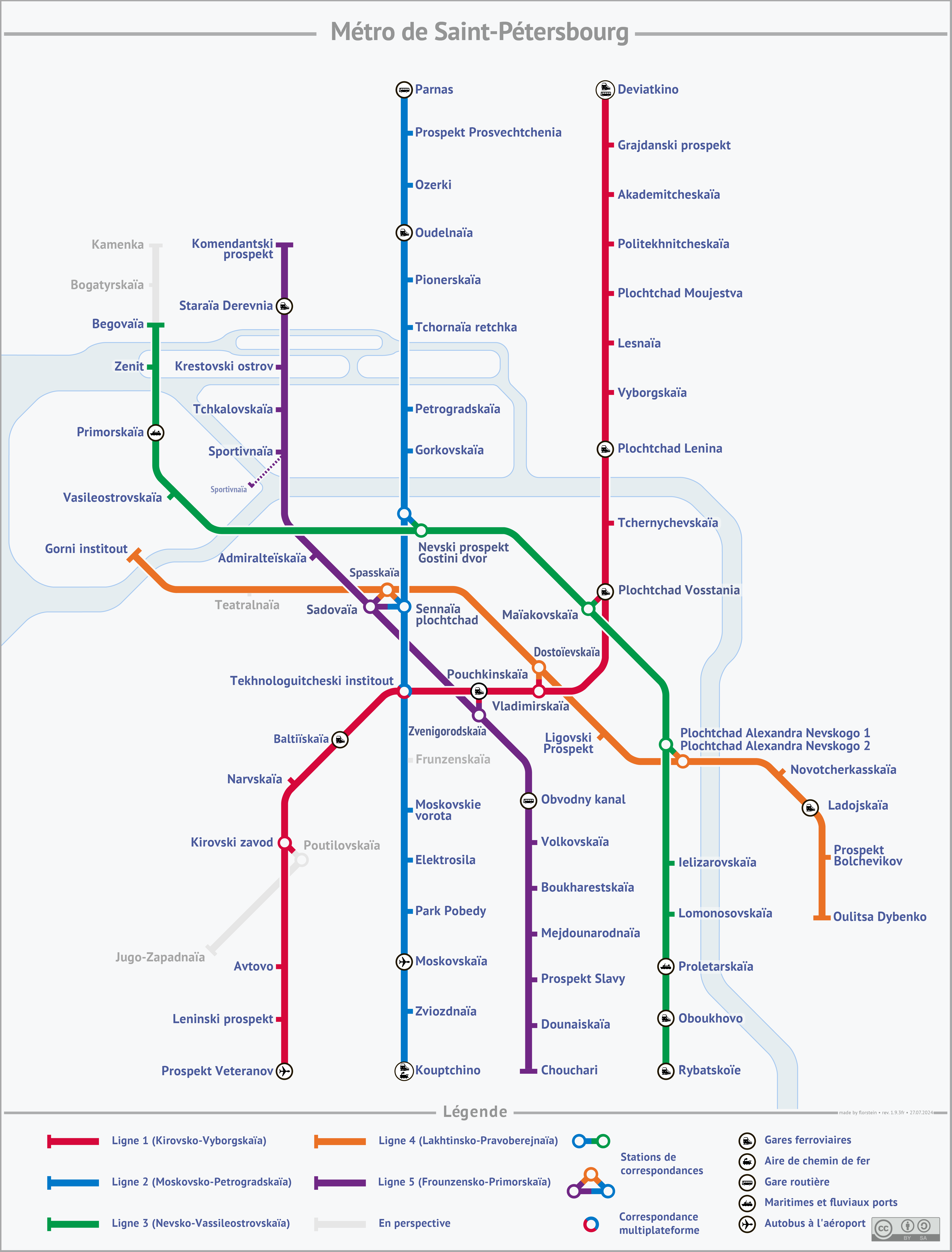
Plan du métro.

Établie en souterrain, à 65 mètres de profondeur, Lesnaïa est une station de passage de la ligne 1 du métro de Saint-Pétersbourg. Elle est située entre la station Plochtchad Moujestva, en direction du terminus nord Deviatkino, et la station Vyborgskaïa, en direction du terminus sud Prospekt Veteranov.
La station dispose d'un quai central encadré par les deux voies de la ligne. 

## Histoire
La station Lesnaïa est mise en service le 22 avril 1975 lors de l'ouverture du prolongement de Plochtchad Lenina à Lesnaïa, nouveau terminus. Elle devient une station de passage le 31 décembre 1975, lors de l'ouverture du prolongement suivant jusqu'à Akademitcheskaïa. Elle est nommée en référence à l'avenue éponyme située à proximité.
Le 2 décembre 1995 le tunnel des voies est fermé entre Plochtchad Moujestva et Lesnaïa du fait d'importants problèmes d'infiltration d'eau qui impose qu'ils soient inondés. Pour rétablir les circulations deux nouveaux tunnels, avec une voie chacun, sont réalisés entre les deux stations et le service reprend le 26 juin 2004.

## Service des voyageurs

### Accueil
Elle dispose, en surface, d'un pavillon d'accès, en relation avec le quai par un tunnel en pente équipé de trois escaliers mécaniques.

Installations
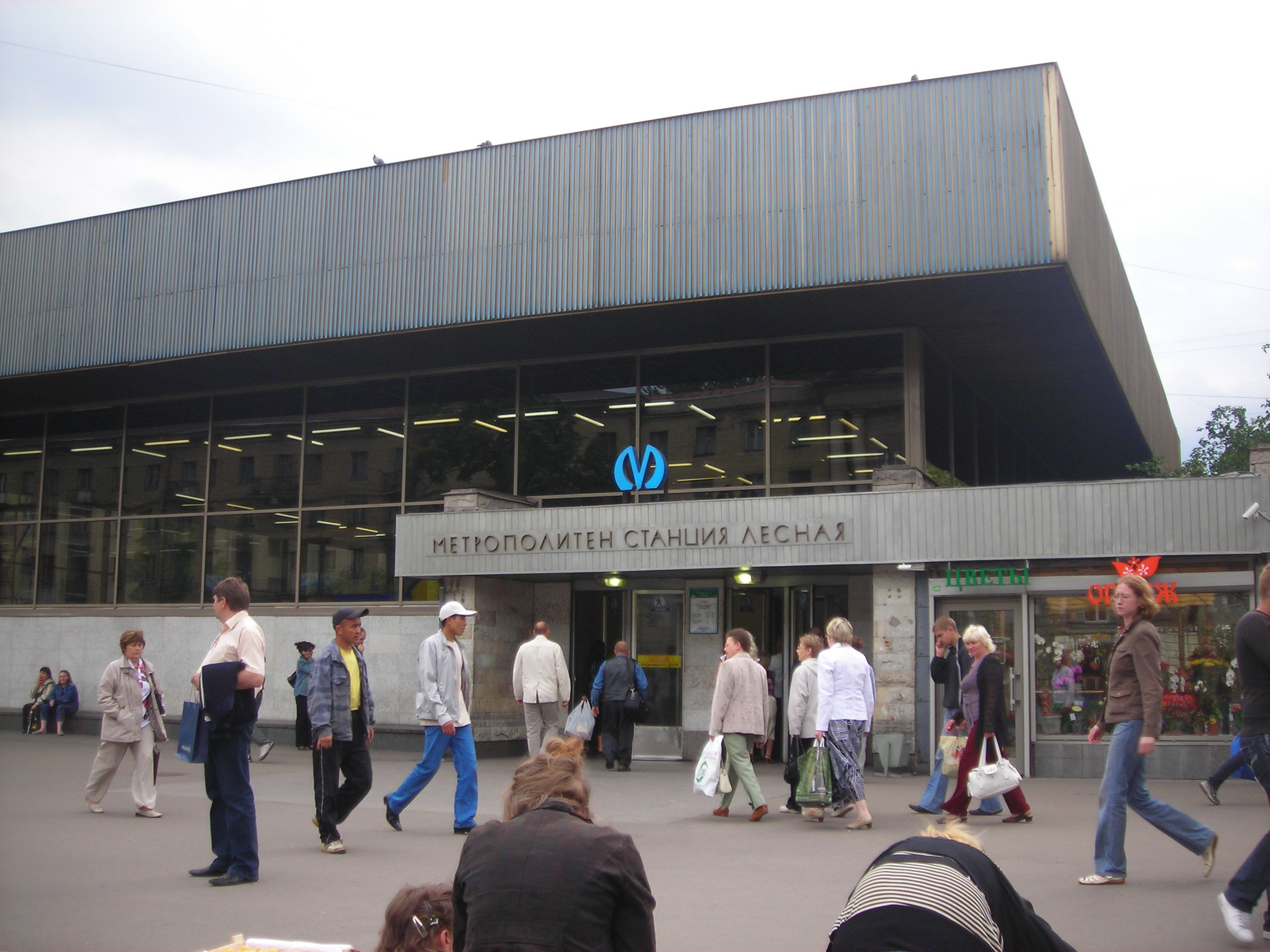
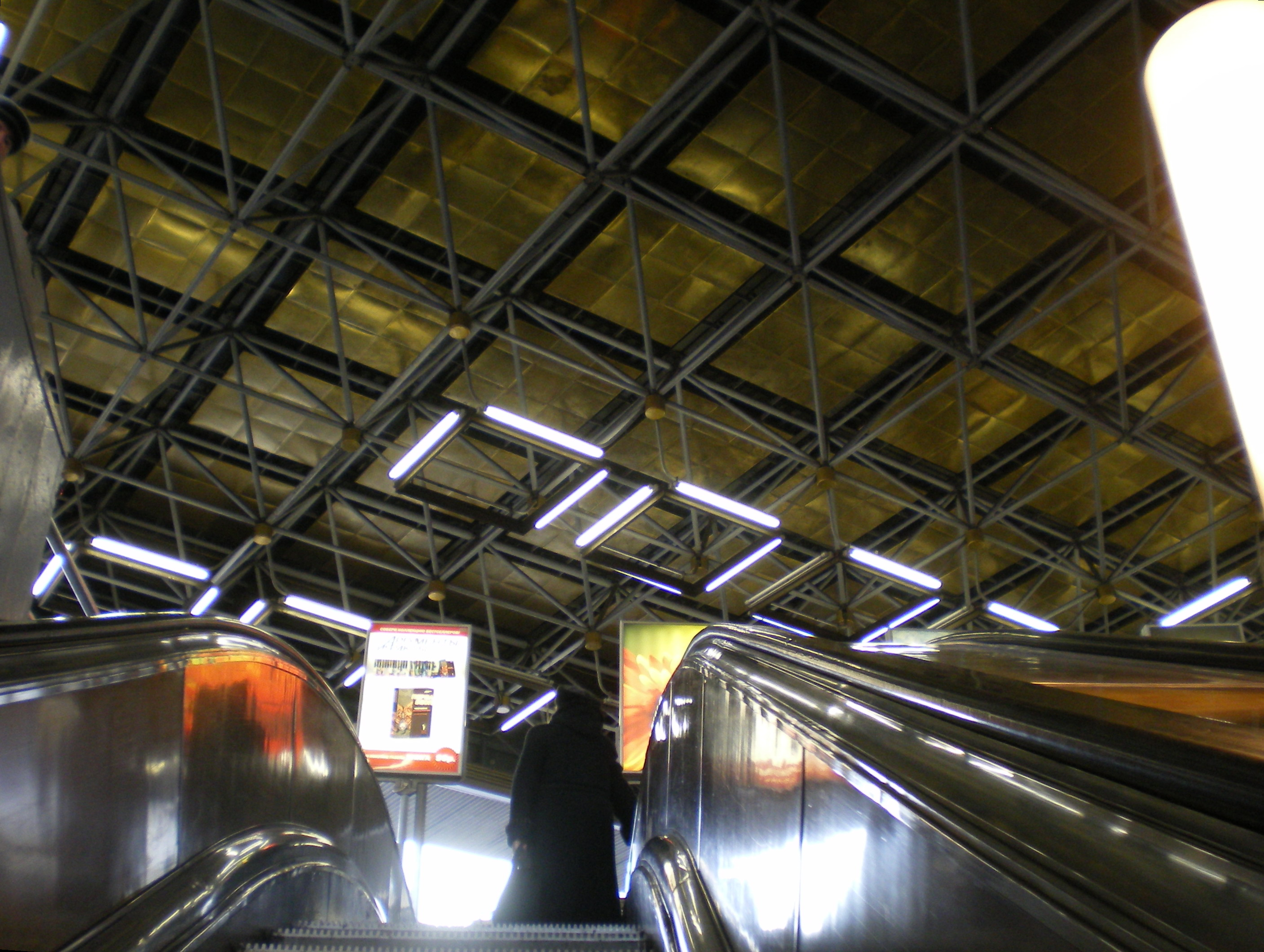

### Desserte
Lesnaïa est desservie par les rames de la ligne 1 du métro de Saint-Pétersbourg.

Installations et desserte
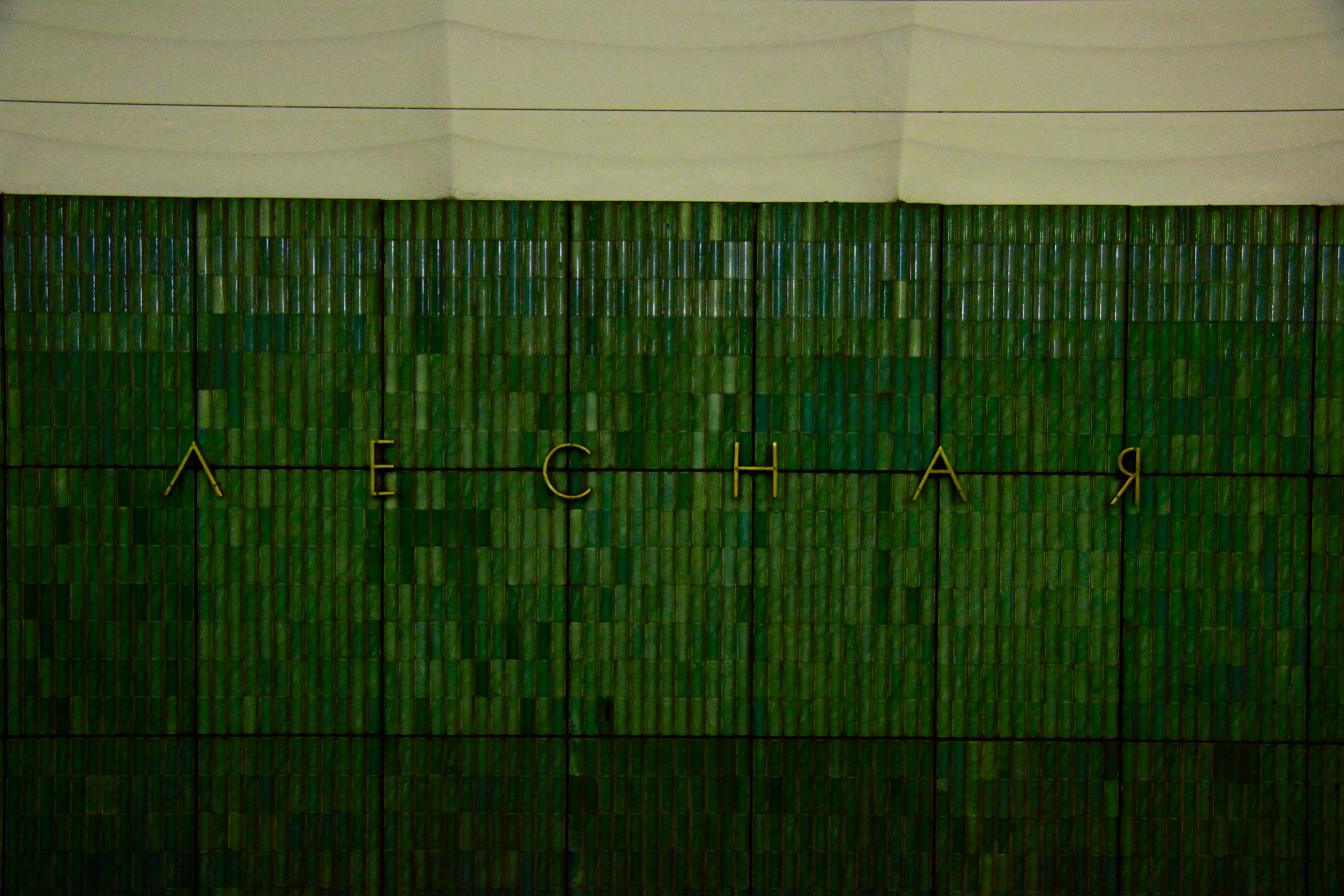
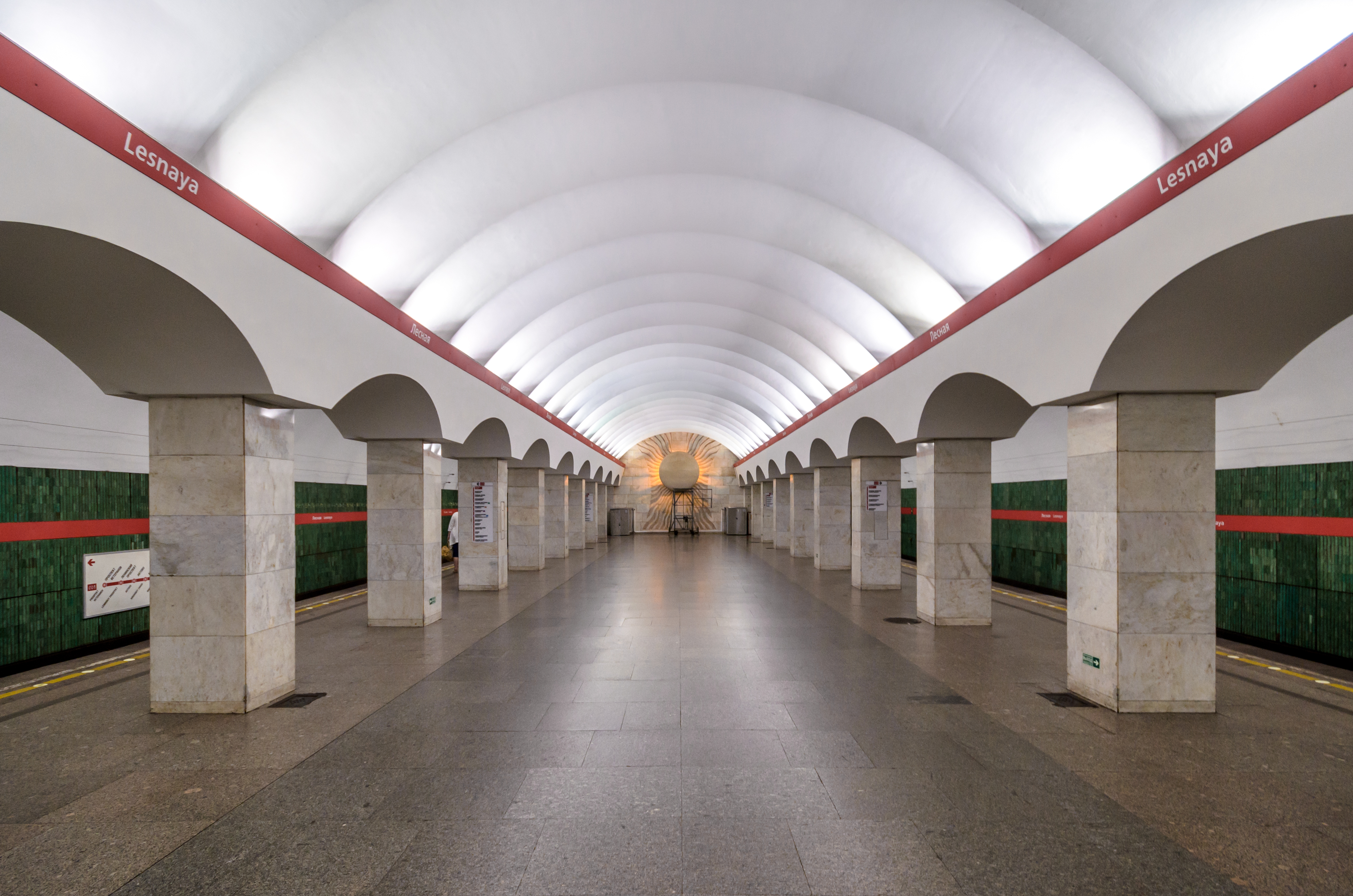
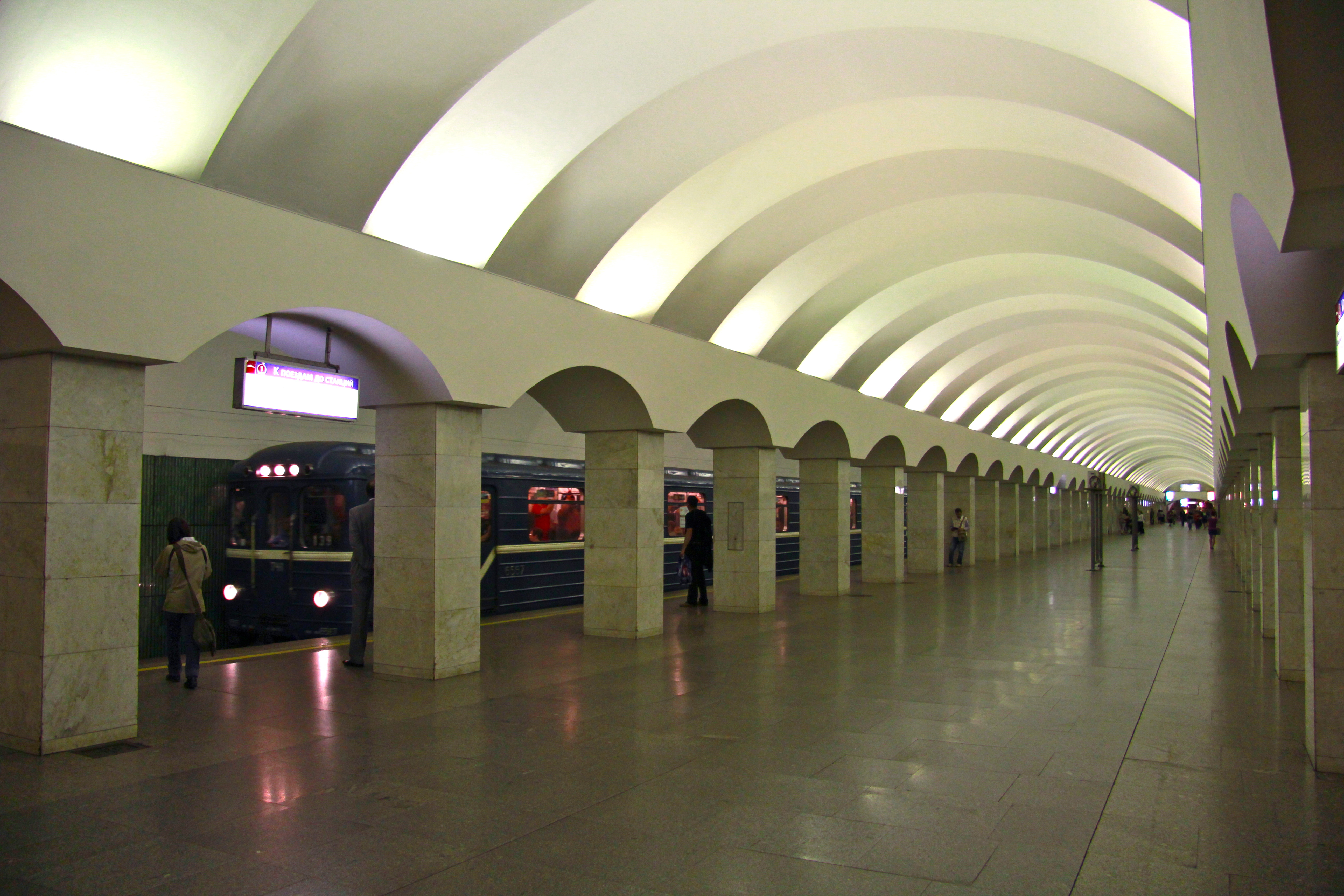

### Intermodalité
À proximité : une station du tramway de Saint-Pétersbourg est desservie par les lignes 20 et 38 ; un arrêt des trolleybus de Saint-Pétersbourg est desservie par les lignes 18 et 31 ; et des arrêts de bus sont desservis par de nombreuses lignes.